# 克爾卡阿奇

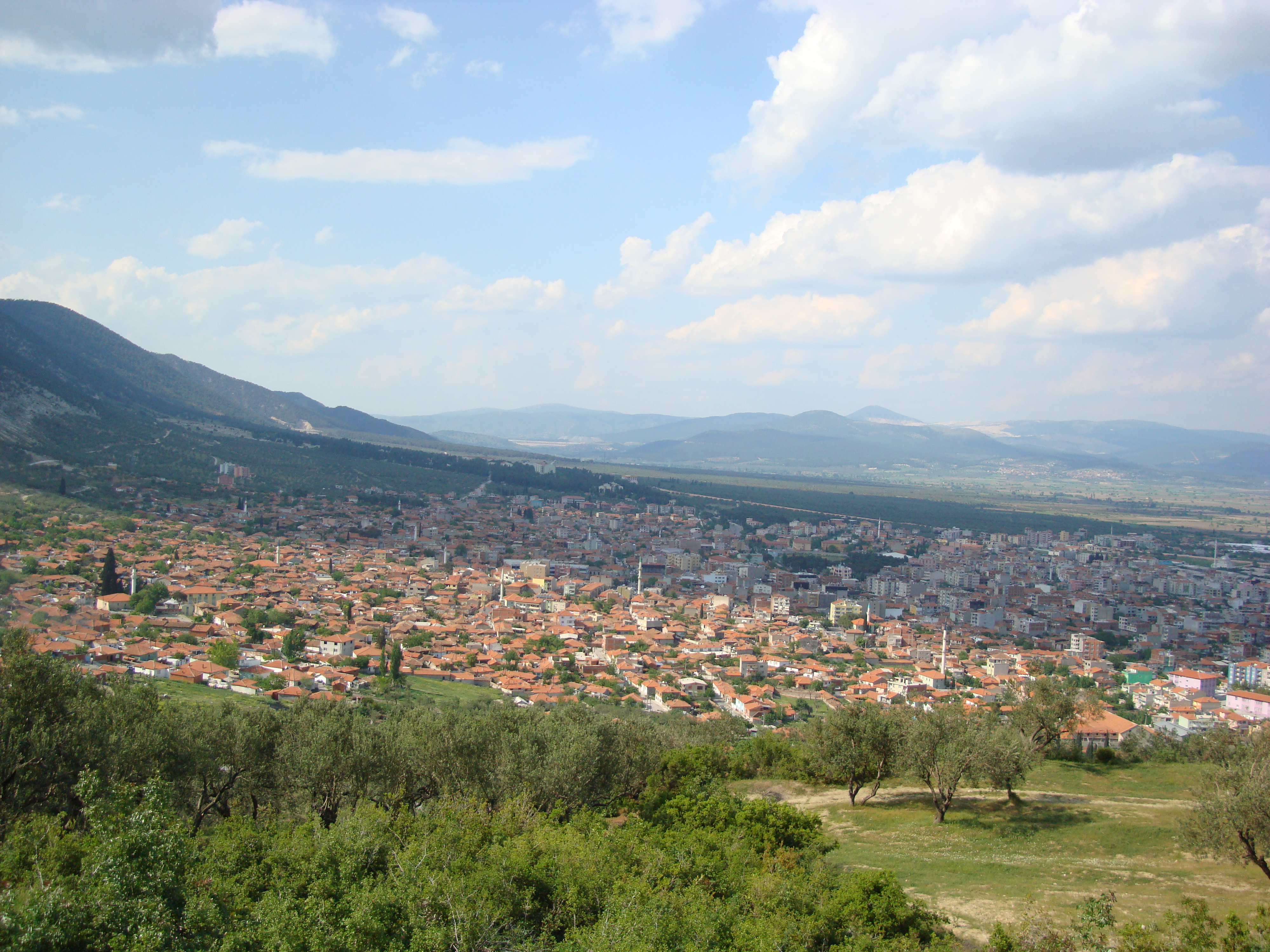

克爾卡阿奇是土耳其的城鎮，由馬尼薩省負責管轄，位於該國西部，面積549平方公里，始建於十五世紀，海拔高度188米，主要經濟活動是農業，2011年人口27,350。

## 外部連結
- District governor's official website （页面存档备份，存于） （土耳其文）
- Road map of Kırkağaç and environs
- Webshots - Image of Kırkağaç Melon Show （页面存档备份，存于）
- Buy Kirkagac Melon in the UK

39°06′14″N 27°40′12″E / 39.10389°N 27.67000°E